# Kleiner Kurier

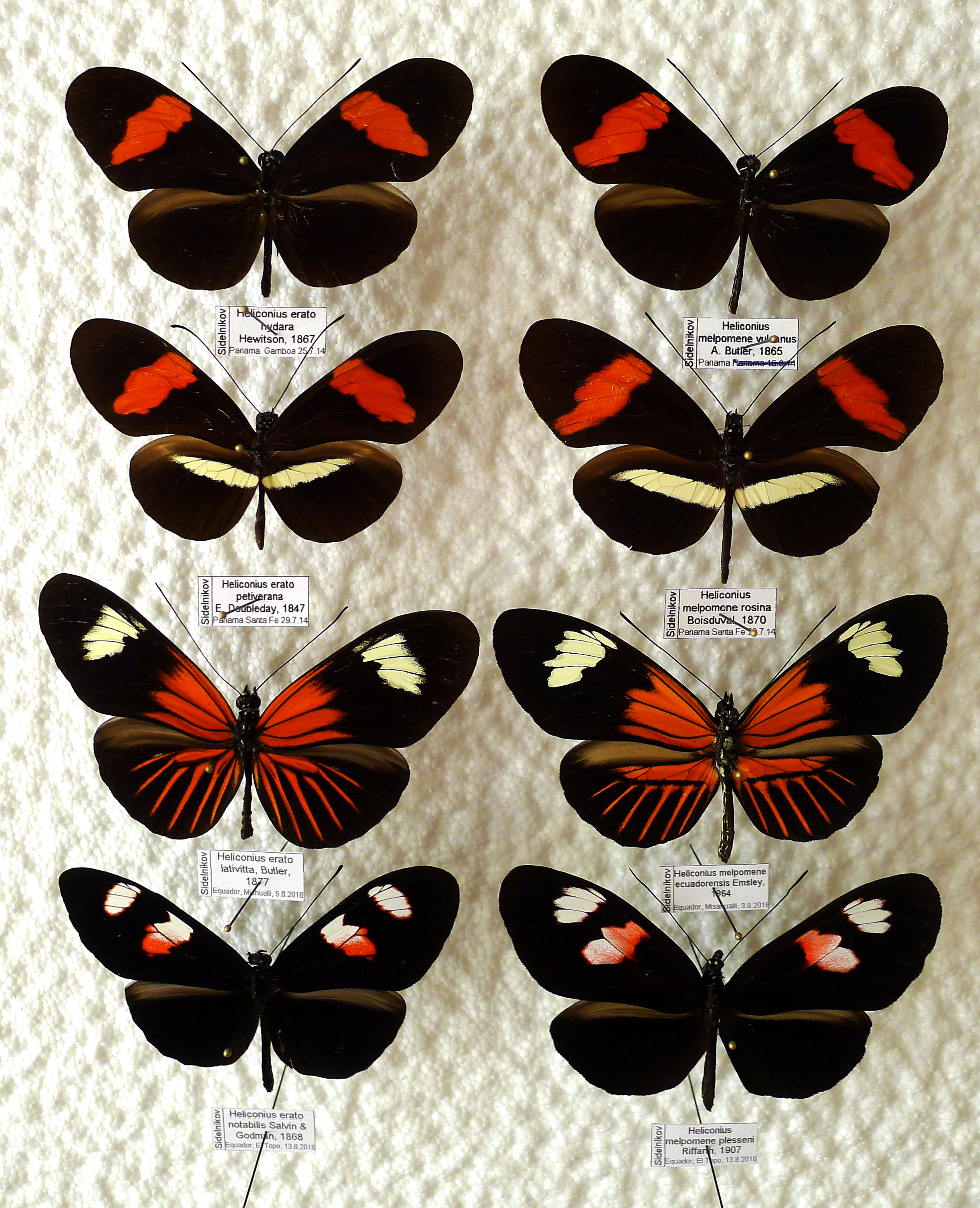
Linke Reihe: Heliconius erato,
rechte Reihe: Heliconius melpomene

Der Kleine Kurier (Heliconius erato), zuweilen auch Kleiner Postbote genannt, ist ein Schmetterling (Tagfalter) aus der Gattung Heliconius in der Familie der Edelfalter (Nymphalidae). Carl von Linné benannte die Art in seiner Systema Naturae nach Erato, einer Muse aus der Griechischen Mythologie.

## Beschreibung

### Falter
Die Falter erreichen eine Flügelspannweite von 67 bis 80 Millimetern. Ihre Flügel sind auffallend lang und schmal. Die Grundfarbe ist meist schwarz, über jede Vorderflügeloberseite verläuft ein rotes Band von der Mitte des Vorderrandes bis zum Innenwinkel. Auf den Hinterflügeln erstreckt sich eine breite weiße Linie parallel zum Vorderrand. Die Zeichnung der Vorderseiten scheint auf die Flügelunterseiten hindurch. Die Färbung der Falter ist außergewöhnlich variabel und es treten regionale Unterarten auf, bei denen die Bänder- und Linienzeichnung vermindert ist oder fehlt. Auch gibt es Exemplare mit ausgedehnten braunen oder weißen Farbelementen.

### Ähnliche Arten
Die meisten Falter des Großen Kuriers (Heliconius melpomene) sind äußerlich vom Kleinen Kurier praktisch nicht zu unterscheiden. Die Imagines beider Arten zeigen eine außerordentlich ähnliche Flügelzeichnung, die sich im Laufe der Evolution immer weiter angeglichen hat. Umfangreiche Vergleiche unter Zuhilfenahme der Methodik der Künstlichen Intelligenz sowie mathematischer Modelle besagen, dass die Ähnlichkeit der Flügelmuster zwischen den beiden Arten sogar stärker ausgeprägt ist, als zwischen den Faltern innerhalb der einzelnen Art. Es handelt sich hierbei um ein Beispiel des von Johann Friedrich Theodor Müller gegründeten Prinzips der Müller′schen Mimikry, die besagt, dass unterschiedliche Arten, die für Fressfeinde giftig sind, ein ähnliches Aussehen mit einer Warnfarbe annehmen (Aposematismus) und von diesen deshalb gemieden werden.

### Ei
Das Ei des Kleinen Kuriers hat eine gelbe Farbe, ist kegelförmig und mit vielen gezackten Längsrippen versehen. Kurz vor dem Schlüpfen der Raupe nimmt es eine orange Färbung an. Es wird einzeln an der Wirtspflanze abgelegt.

### Raupe
Die Raupen sind oberseits cremeweiß und unterseits dunkelbraun gefärbt, über die gesamte Körperoberfläche schwarz punktiert und mit langen, schwarzen, leicht verzweigten Dornen versehen. Der Kopf ist strohgelb.

### Puppe
Die hellbraun gefärbte Puppe zeigt einen hervorstehenden Sattel, am Hinterleib einige Tuberkel und Dornen sowie zwei lange flanschartige Kopfanhänge. Zuweilen gibt sie schwache Geräusche von sich.

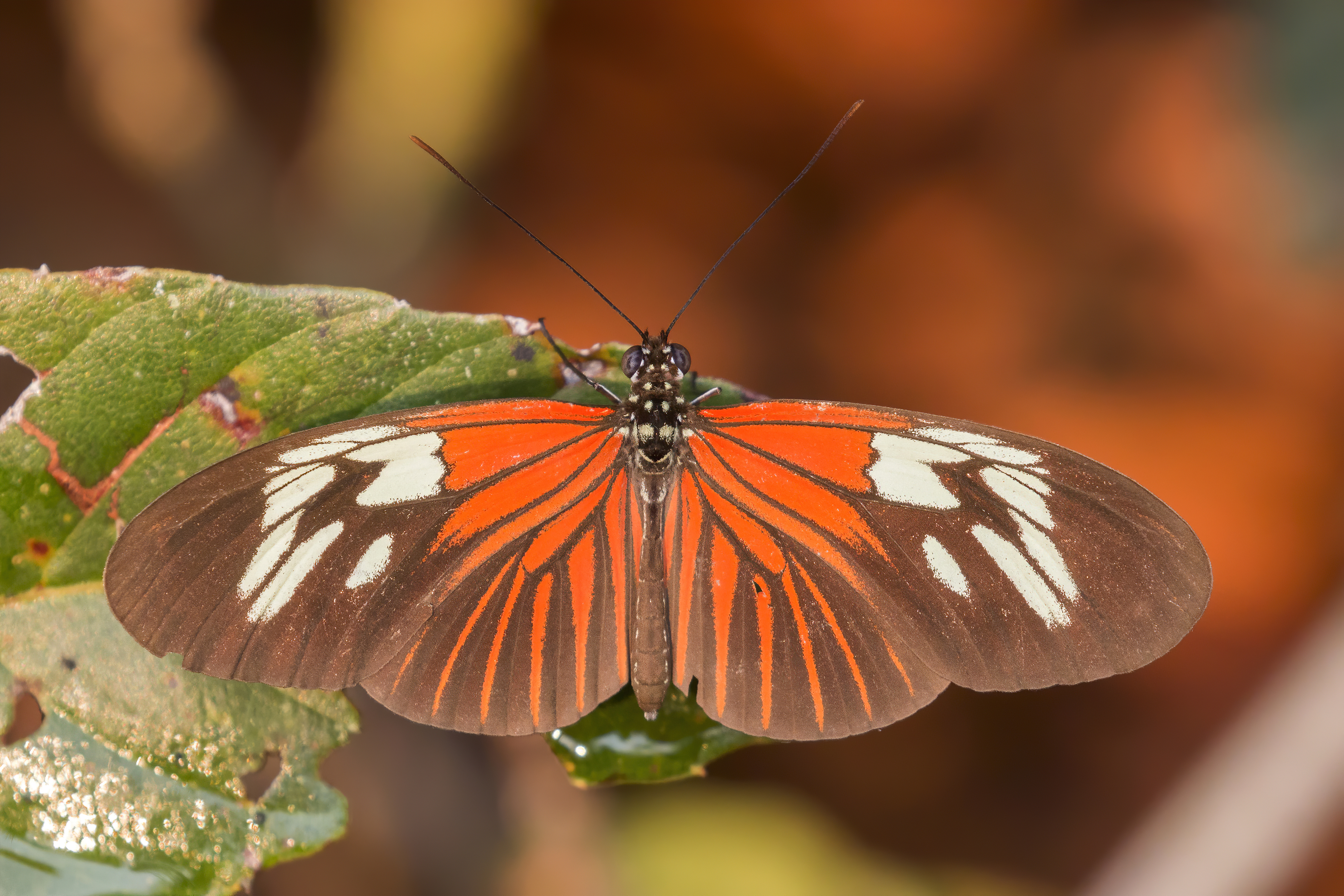
H. erato amazona
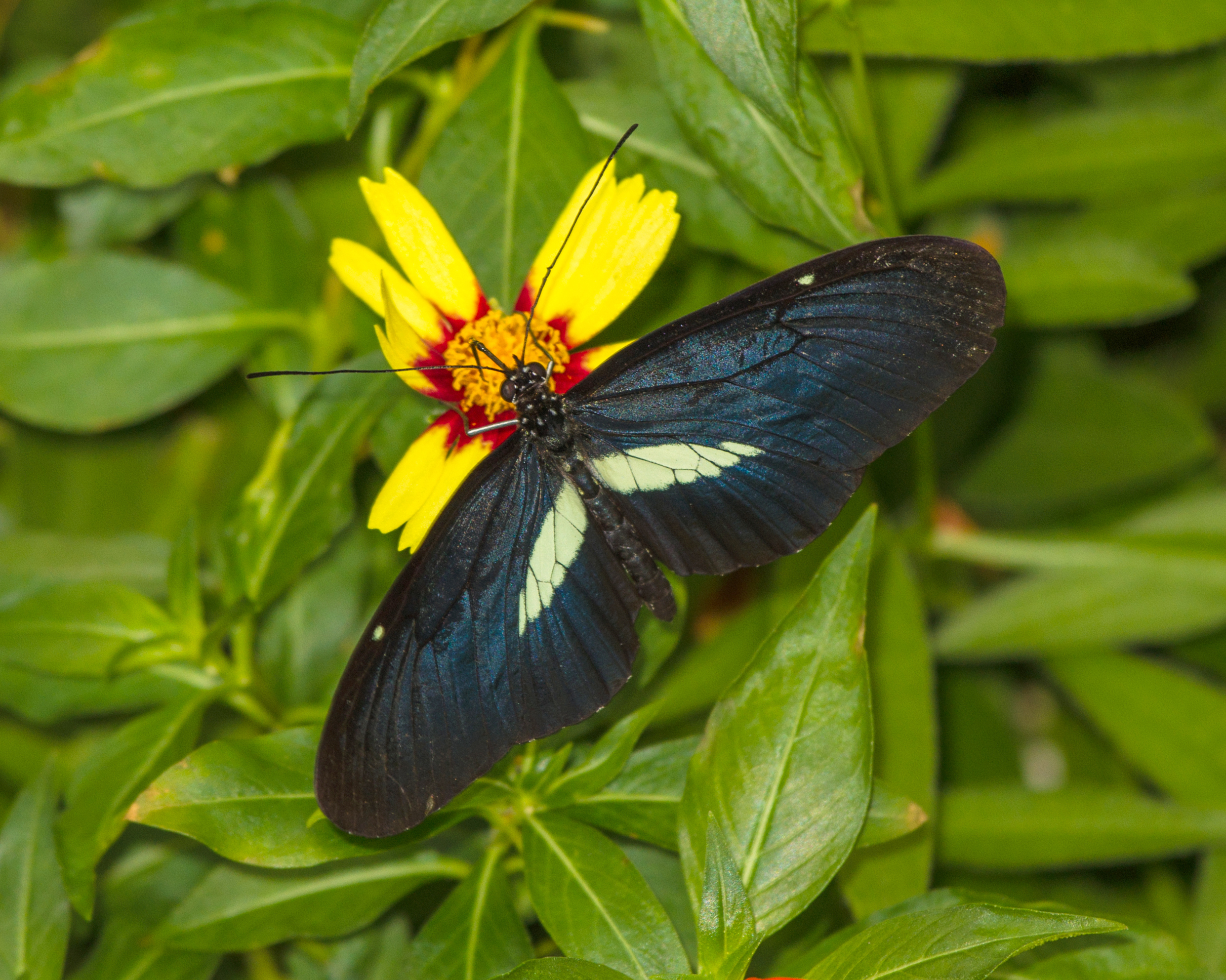
H. erato chestertonii
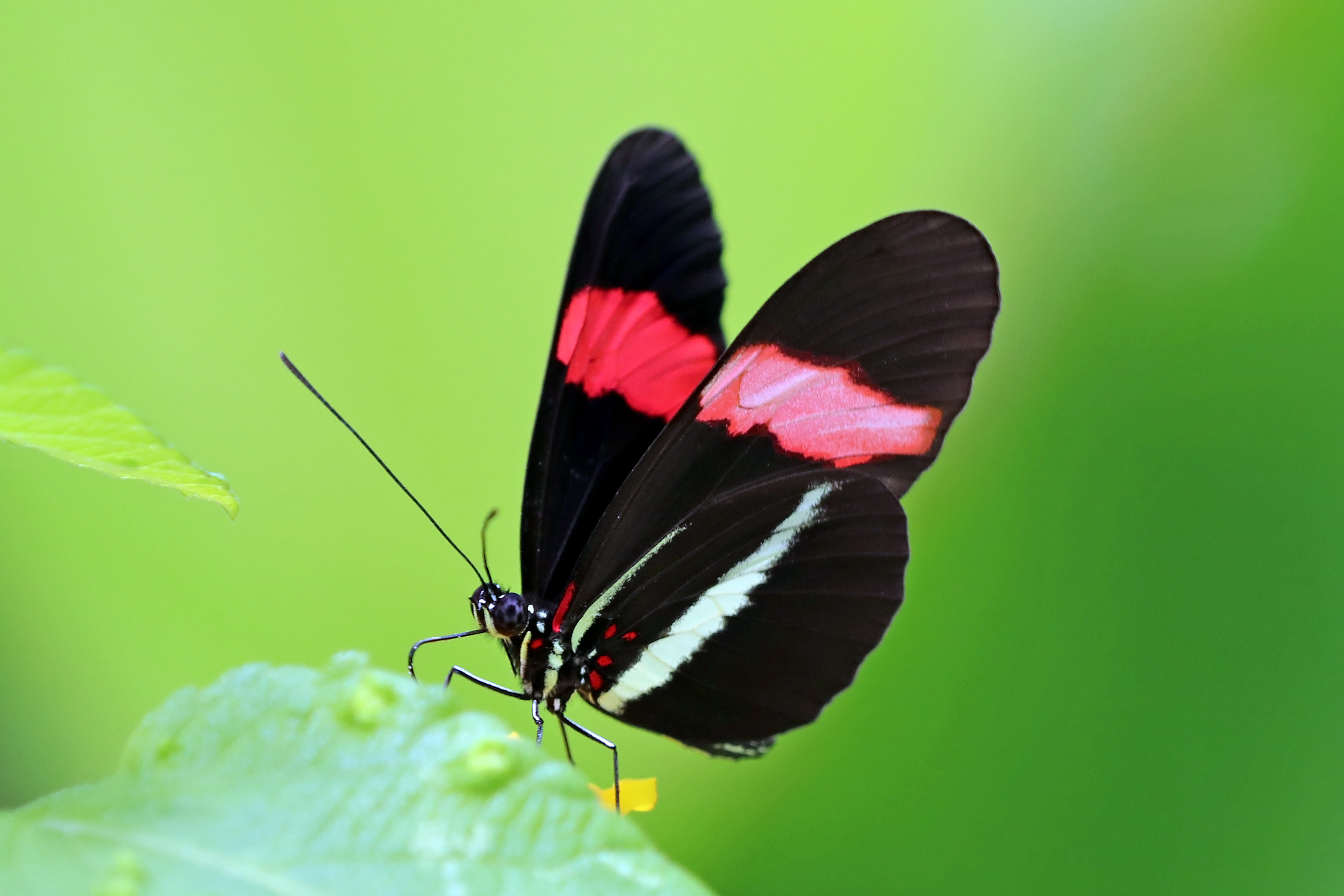
Flügelunterseite H. erato petiverana
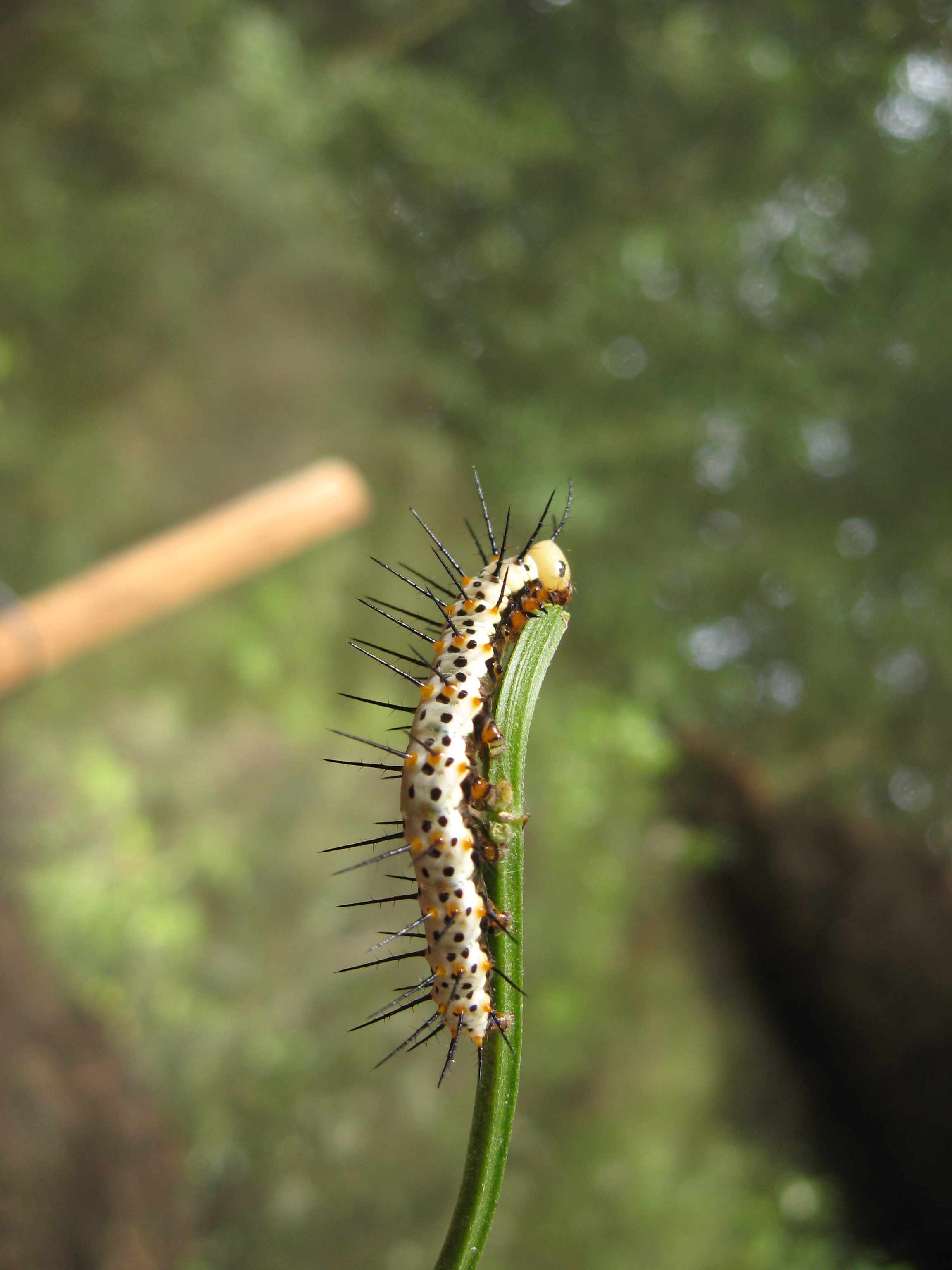
Raupe, lateral
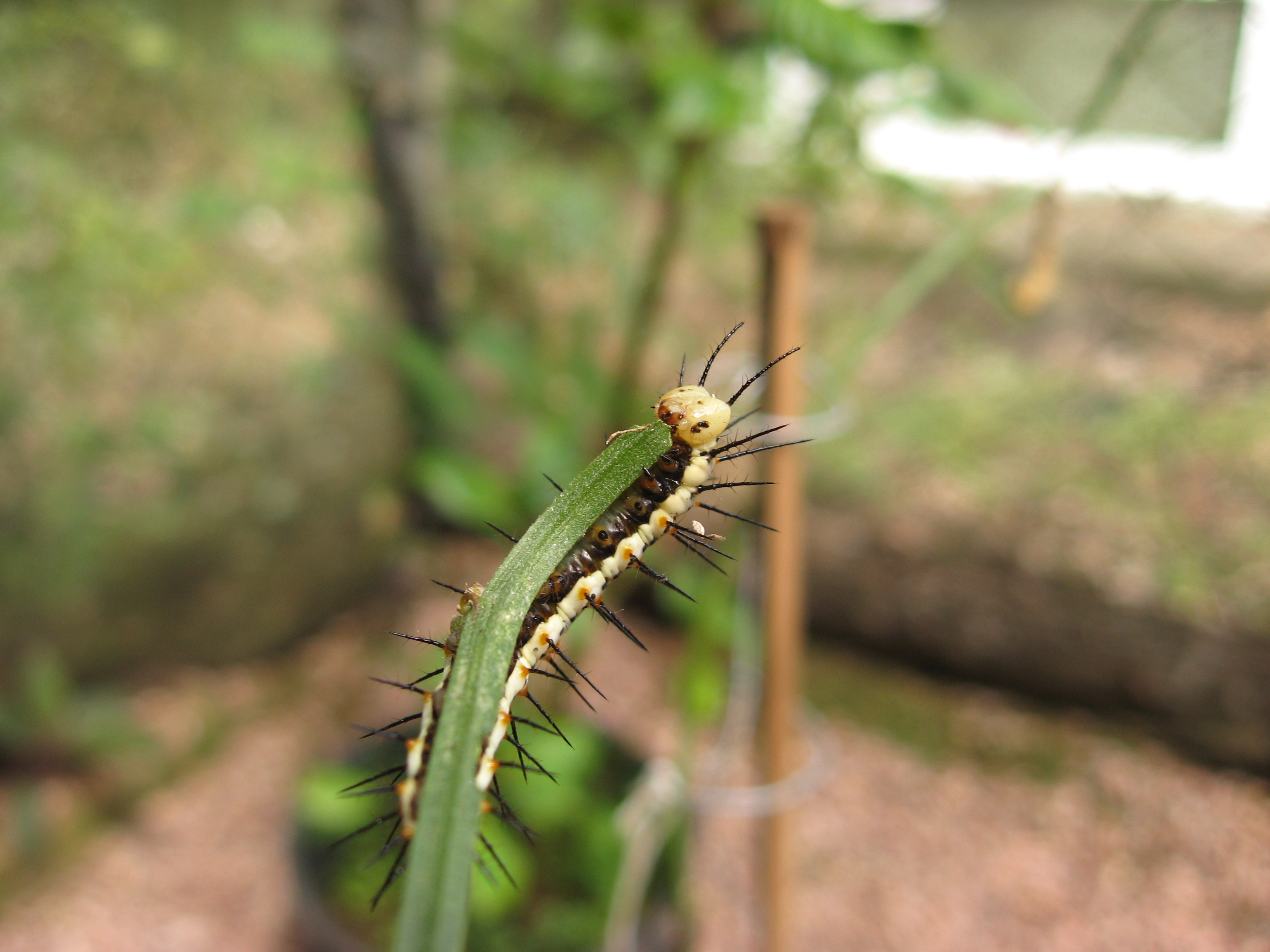
Raupe, ventral

## Verbreitung und Lebensraum
Der Kleine Kurier kommt in Mittel- und Südamerika verbreitet, im Süden von Texas lokal vor. Die Art besiedelt in erster Linie tropische Regenwälder, ist jedoch auch in Kaffeeplantagen sowie in Gärten und Parkanlagen zu finden. Die Höhenverbreitung reicht vom Meeresspiegel bis in Höhenlagen von 1800 Metern.

## Lebensweise
Die Falter fliegen das ganze Jahr hindurch in fortlaufenden Generationen mit schwerpunktmäßigem Vorkommen im Juli und August sowie im Dezember und Januar. Sie besuchen zur Nektaraufnahme gerne Blüten von Wandelröschen-, Hamelia- oder Palicourea-Arten.
Vornehmlich die Weibchen nehmen auch Pollen auf. Die Pollen von Psiguria-, Citrullus- und Gurania-Blüten enthalten Aminosäuren, die nicht aus Nektar gewonnen werden können. Sie tragen in hohem Maße zur Langlebigkeit der Schmetterlinge bei, die teilweise bis zu neun Monate leben. Nachts versammeln sich Falter des Kleinen Kuriers an Übernachtungsplätzen, zuweilen in Gruppen von bis zu zehn Tieren. Die Raupen ernähren sich von verschiedenen Passionsblumenarten (Passiflora). Sie werden, ebenso wie später die Falter durch die aus diesen Pflanzen aufgenommenen Giftstoffe für Fressfeinde ungenießbar.
Die Art ist weit verbreitet und gebietsweise nicht selten. In der Roten Liste gefährdeter Arten gibt es noch keinen Eintrag.

## Unterarten
In den einzelnen Vorkommensgebieten werden derzeit 29 Unterarten geführt.
- Heliconius erato adana Turner, 1967
- Heliconius erato amazona Staudinger, 1897
- Heliconius erato amphitrite  Riffarth, 1901
- Heliconius erato chestertonii Hewitson, 1872
- Heliconius erato colombina Staudinger, 1897
- Heliconius erato cruentus Lamas, 1998
- Heliconius erato cyrbia Godart, 1819
- Heliconius erato demophoon Ménétriés, 1855
- Heliconius erato dignus Stichel, 1923
- Heliconius erato emma Riffarth, 1901
- Heliconius erato erato Linnaeus, 1764
- Heliconius erato estrella Bates, 1862
- Heliconius erato etylus Salvin, 1871
- Heliconius erato favorinus Hopffer, 1874
- Heliconius erato guarica Reakirt, 1868
- Heliconius erato hydara Hewitson, 1867
- Heliconius erato lativitta Butler, 1877
- Heliconius erato lichyi Brown & Fernández, 1985
- Heliconius erato luscombei Lamas, 1976
- Heliconius erato magnifica Riffarth, 1900
- Heliconius erato microclea Kaye, 1907
- Heliconius erato notabilis Salvin & Goodman, 1868
- Heliconius erato petiverana Doubleday, 1847
- Heliconius erato phyllis (Fabricius, 1775)
- Heliconius erato reductimacula Bryk, 1953
- Heliconius erato tobagoensis Barcant, 1982
- Heliconius erato venus Staudinger, 1882
- Heliconius erato venustus Salvin, 1871